# Décès en septembre 1951
Décès
- 1947
- 1948
- 1949
- 1950
- 1951
- 1952
- 1953
- 1954
- 1955

Pour une information complémentaire, voir la page d'aide.

| Date         | Nom    | Pays                   | Activités             | Âge | Source |
| ------------ | ------ | ---------------------- | --------------------- | --- | ------ |
| 29 septembre | Ganpat | Drapeau du Royaume-Uni | Écrivain britannique. | 65  |        |